# 科塔爾症候群
科塔爾症候群（英語：Cotard's Syndrome），或稱科塔爾氏妄想、虛無幻想症候群、行屍症候群（Walking Corpse Syndrome）、活死人症候群，是一種罕見的精神障碍，患者雖然意識清楚，但是認定自己已經死亡、不存在，只有精神存在。1880年，由法國神經學家科塔爾首次提出，於一場講學中稱這病為「負面譫妄」（negation delirium），此後以他的名字來命名此症。
由於病例稀少（全球已發現的患者僅數百人），不同醫生的判斷和分析仍具爭議。有醫師認為，此病症是因服用了抗憂鬱藥物，間接影響到腦部的新陳代謝而致幻。但是另有醫師卻並不認同此分析結果。
精神科醫生認為，這是一種極度嚴重的「憂鬱症」，讓患者自身產生一種「虛無幻想」和「精神分裂」症狀。

## 症狀
病症概分為三個階段（英國《每日郵報》報導）:
- 「種子萌芽」（Germination）階段，初期出現出「抑鬱」及「疑病」之病症徵狀。
- 「開花綻放」（Blooming）階段，特徵全面發展並出現負面錯覺。
- 「漫長持續」（Chronic）階段，患者持續有「嚴重錯覺」感及長時間的「慢性抑鬱」症狀[2]。

### 舉例
1. 患者會深信自身已腦死，並認為已成「活死人」、「活屍」之類，失去吃喝與說話之慾望[3]。
2. 失去嗅覺、味覺之觀感，大腦運轉型態低下，有如變成植物人時的狀態。
3. 病症嚴重者，亦認為自身應所屬「墓園」，「因為那是最接近死亡的處所」。
4. 有自毀、自殘、消滅自我、了卻一生之挫折感。
5. 深信自我已是「長生不死」，可免於進食。卻因此造成身體因長期營養不良，而致餓死的情況發生。

## 分析
藉「正子斷層掃描」觀察患者大腦域之新陳代謝活動狀態，發現以下幾項現象。
1. 由於腦內分泌失調，分別負責認知及判斷的頂葉（parietal lobe）和前額葉（frontal lobe）無法正常運作。
2. 此範圍之大腦域稱之為「預設模式網絡」（default mode network）， 此區域其複雜之系統活動與人類的神態、自我意識、回憶、行動力等有關[4]。

## 治療
- 持續施以「心理治療」與 「藥物治療」，可使此病症逐漸恢復好轉。

## 案例
- 最早被記載的病例出現在1788年[5]。一瑞士老婦因不適，曾一度半身無法動彈，當康復後，卻要求其女兒，讓她穿上壽衣，並移入棺中，把她視為亡者哀悼她。
- 2008年，美國紐約「李女士」，53歲，持續聲稱自己已亡、身軀發臭，要求家人將其推送至殮房，讓她與其他死者放置一起。最終家人報警送醫治療，歷經月餘治療後，其情況已大為改善。[來源請求]
- 2009年，比利時一婦人，46歲，妄言已數月未進食、洗浴及睡眠，原因出於她自稱身上所有內臟及器官均已腐敗，且已無血液流動及心臟跳動。在後續約10個多月的治療後，病況已略有改善。[來源請求]

## 另見
- 人格解體障礙
- 卡普格拉综合征

## 外部連結
- 科塔爾（虛無妄想）症候群 Cotard's Syndrome 雙語詞彙、學術名詞暨辭書資訊網 /國家教育研究院